# Lindsay Wilson
Pour les articles homonymes, voir Wilson.
Lindsay Wilson, né le 15 octobre 1948, est un rameur d'aviron néo-zélandais.

## Carrière
Lindsay Wilson participe aux Jeux olympiques de 1972 à Munich et devient champion olympique dans l'épreuve du huit avec ses partenaires Wybo Veldman, Dick Joyce, Trevor Coker, Athol Earl, John Hunter, Gary Robertson (en), Tony Hurt et Simon Dickie. Lors des Jeux olympiques de 1976 à Montréal, il est médaillé de bronze dans l'épreuve du huit avec ses partenaires Ivan Sutherland, Peter Dignan, Trevor Coker, Athol Earl, Dave Rodger, Alex McLean, Tony Hurt et Simon Dickie.